# 프리티 진타
프리티 진타(힌디어: प्रीति ज़िंटा, 영어: Preity Zinta, 1975년 1월 31일 ~ )는 인도의 배우이다. 2003년 필름페어상 여우주연상 수상자이다.

## 출연 작품
- 해피 엔딩 (2014)
- 이쉬크 인 파리 (2013)
- 메인 아우르 미세스 칸나 (2009)
- 헤븐 온 어스 (2008)
- 히어로즈 (2008)
- 그 남자의 사랑법 (2008)
- 댄스 베이비 댄스 (2007)
- 라스트 리어왕 (2007)
- 옴 샨티 옴 (2007)
- 비러브드 (2006)
- 네버 세이 굿바이 (2006)
- 수퍼 히어로 끄리쉬 (2006)
- 살람 나마스테 (2005)
- 비르와 자라 (2004)
- 더 히어로: 러브 스토리 오브 어 스파이 (2003)
- 꼬이 밀 가야,누군가를 만났어 (2003)
- 내일은 오지 않을지도 몰라 (2003)
- 듀티 (2001)
- 딜 차타 해 (2001)
- 초리 초리 춥케 춥케 (2001)
- 미션 카슈미르 (2000)
- 카레가 (2000)
- 솔져 (1998)
- 나는 테러리스트를 사랑했다 (1998)

## 같이 보기
- 인도 영화 배우 목록